# Maciejów (Lublin)
Pour les articles homonymes, voir Maciejów.
Maciejów (prononciation : [maˈt͡ɕejuf]) est un village polonais de la gmina de Siennica Różana dans le powiat de Krasnystaw de la voïvodie de Lublin dans l'est de la Pologne.
Il se situe à environ 6 kilomètres à l'est de Siennica Różana (siège de la gmina), 16 kilomètres à l'est de Krasnystaw (siège du powiat) et 64 kilomètres au sud-est de Lublin (capitale de la voïvodie).

## Histoire
De 1975 à 1998, le village est attaché administrativement à la Voïvodie de Chełm.

Depuis 1999, il fait partie de la nouvelle voïvodie de Lublin.